# Nadi (Fiji)
Nadi is de op drie na grootste conurbatie van Fiji. De stad ligt op de westelijke kant van het hoofdeiland Viti Levu. In 2007 telde de stad  42.284 inwoners.

## Achtergrond

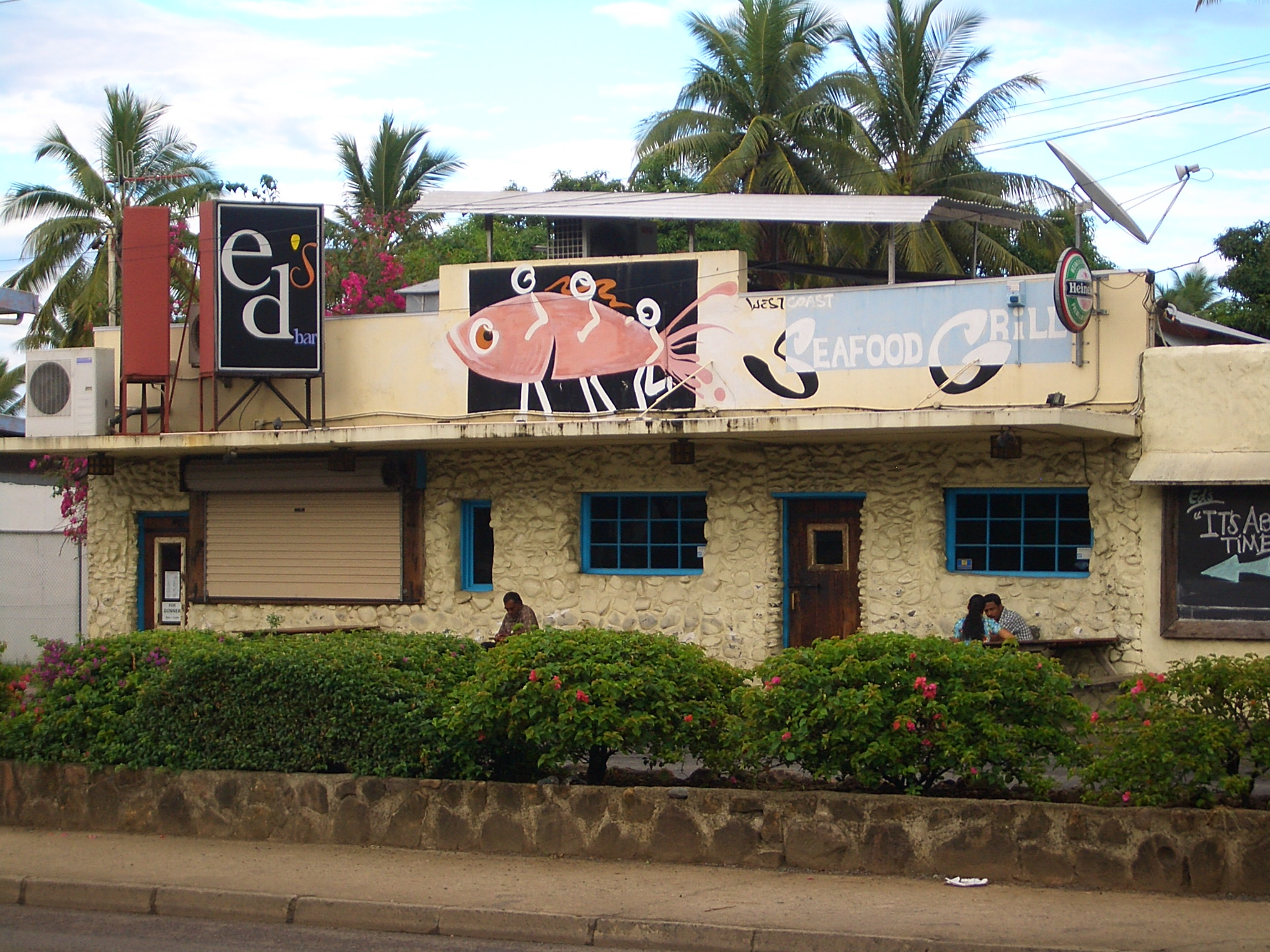
Een restaurant in Nadi

Nadi is multiraciaal. Veel van de inwoners zijn van Indiase of Fijiaanse afkomst. Derhalve is Nadi binnen Fiji een centrum voor het hindoeïsme en de islam. 
De voornaamste bron van inkomen voor de stad is het toerisme, gevolgd door de suikerrietproductie. Nadi en bijbehorende regio hebben een grotere concentratie hotels en motels dan andere plaatsen van Fiji.
De buitenwijk van de stad wordt gekenmerkt door de Nadirivier en de Sri Siva Subramaniya tempel; een bekende locatie voor pelgrims. Ongeveer 9 kilometer van de stad ligt Nadi International Airport, de grootste luchthaven van Fiji. Door de ligging ten opzichte van dit vliegveld is Nadi de primaire aankomst- en vertrekplaats voor vliegtuigpassagiers. 

## Geschiedenis
De plaats Nadi werd gesticht in 1947. In dat jaar richtte de overheid van Fiji een eigen “overheidsstation” op in het gebied. Al snel volgden kantoren van bedrijven. 
Er waren plannen om het stadscentrum van Nadi te verplaatsen naar Martintar vanwege het feit dat het huidige centrum erg gevoelig is voor overstromingen. Dit plan werd niet ten uitvoer gebracht daar het oude centrum al te sterk gevestigd was op de huidige locatie.